# 奥斯吉尔·厄恩·哈德格里姆松
奥斯吉尔·厄恩·哈德格里姆松（1984年2月17日—），冰岛男子手球运动员。他曾代表冰岛国家队参加2004年、2008年和2012年夏季奥林匹克运动会手球比赛，其中2008年奥运会获得一枚银牌。